# Julio César Grauert
Julio César Grauert Ferrer (Montevideo, 13 de noviembre de 1902 - 26 de octubre de 1933), político uruguayo perteneciente al Partido Colorado, asesinado por la dictadura de Terra.

## Biografía
Hijo de Julio Luis Grauert Meneses y Fermina Ferrer.
Desde muy joven se destacó como orador en las luchas estudiantiles por la Reforma de Córdoba y el Instituto Ariel.
Grauert fue cofundador de la FEUU, Federación de Estudiantes Universitarios del Uruguay el 26 de abril de 1926, en ese mismo año se graduó como abogado con excelentes calificaciones.
Su hermano Héctor Grauert también tuvo una destacada actuación política.

## Carrera política
Participó activamente en la Convención del Partido Colorado Batllista llamando la atención de José Batlle y Ordóñez y de sus grandes colaboradores don Domingo Arena y Justino Zavala Muniz.
Fue miembro de la Junta Departamental de Montevideo y presidente de la misma, que en aquel momento se denominada Asamblea Representativa, en el año 1927. En 1928 pasa a integrar la Cámara de Representantes como Diputado por Montevideo, siendo reelecto con sus propios votos en 1931 con su Agrupación "PRINCIPISMO BATLLISTA AVANZAR".
Proyectó y llevó adelante el Seguro de Desempleo y el Seguro de Maternidad en el Uruguay y propuso El colegiado Integral, Los Talleres para los empleados del Puerto, la vivienda obrera, un seguro médico integral para obreros de las fábricas etc.
Siendo estudiante escribió con Cerrutti Crosa un Libro de Pedagogía titulado "Los Dogmas la Enseñanza y el Estado" en defensa de la laicidad, el mismo fue muy importante durante varias décadas en el Instituto de Profesores Artigas.
Publicó un semanario con el mismo nombre de la Agrupación el famoso Semanario AVANZAR, que luego de su muerte continuó siendo editado por su hermano menor el Doctor Héctor Grauert hasta 1942. Con el tiempo Héctor Grauert se transformaría en una figura importantísima para el país y su partido Colorado ocupando cargos de alta relevancia en su carrera larga política
El 31 de marzo de 1933, Gabriel Terra da un golpe de Estado por el que se disolvió el Parlamento y se censuró la prensa, dando comienzo a la dictadura de Terra.
Julio César Grauert ejerció una férrea oposición a la dictadura; y ese mismo año de 1933 al cumplirse cuatro años de la muerte de don José Batlle y Ordóñez y junto a otros correligionarios batllistas decidieron hacer varios actos de homenaje, demostrando oposición a la dictadura. Fue así que el 23 de octubre en el viejo teatro Escudero de la ciudad de Minas Departamento de Lavalleja realizaron un gran y emotivo acto de repudio a la dictadura de Terra.

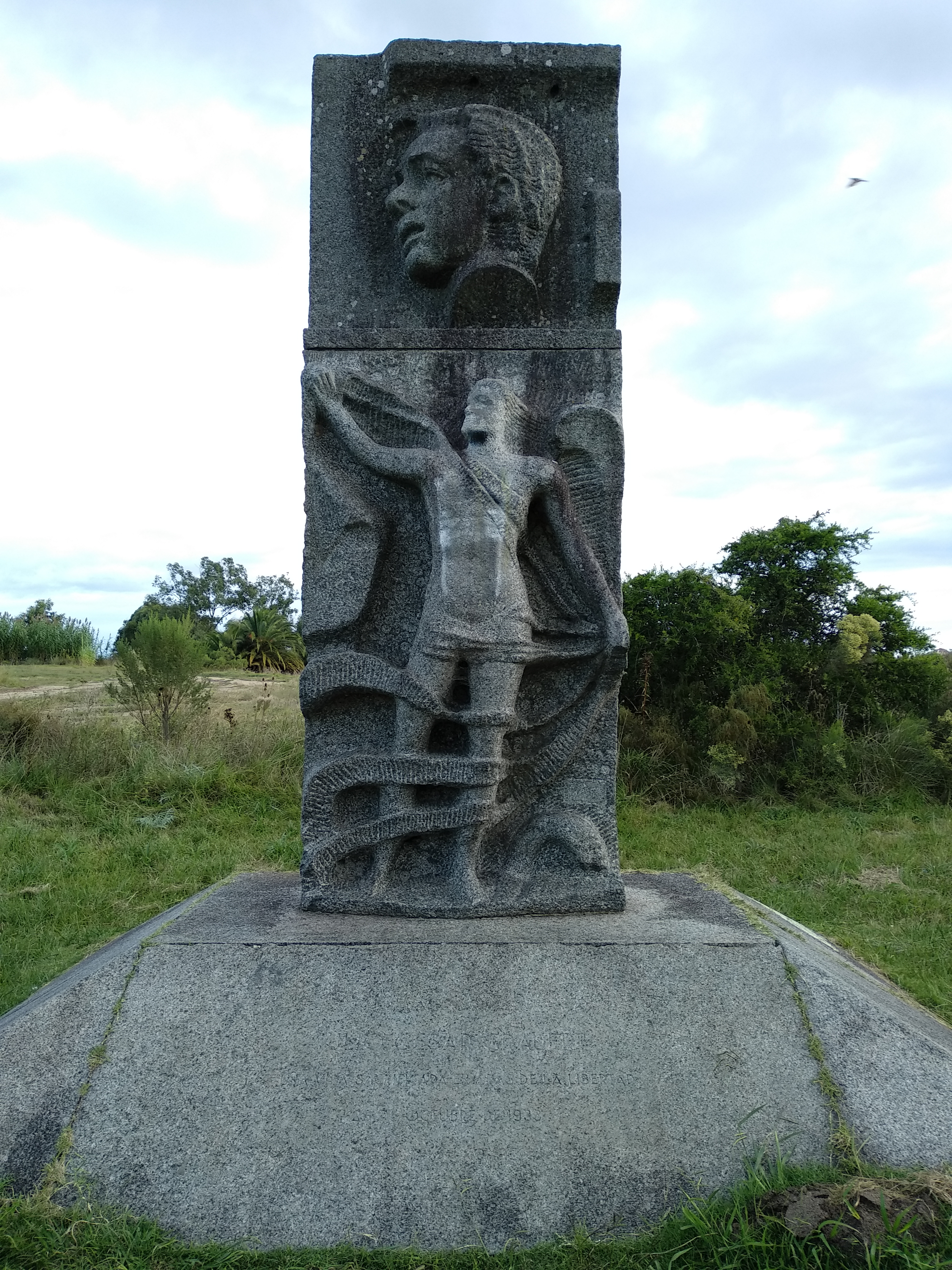
Monumento en homenaje a Julio César Grauert en las cercanías de la localidad de Pando.

Al regreso del mencionado acto es interceptado por la policía de la dictadura a la altura del km 35 de la vieja carretera a la ciudad de Pando. Siendo acribillado a balazos de fusiles Mauser el auto donde regresaba Grauert, Minelli y Guichón, justo temiendo por la vida de sus acompañantes había cambiado de auto al Dr. Aldo Chiazulo que se pasó para otro auto que venía atrás.
Herido en ambas piernas, pies y en el brazo derecho Julio César Grauert es llevado a un calabozo sucio de la comisaría de Pando donde fue torturado y no le dejaron recibir asistencia médica.
El 26 de octubre de 1933 a las 4 y 30 de la madrugada moría el doctor Julio César Grauert a consecuencia de desangrarse y haberle provocado una gangrena gaseosa.
Tenía 30 años de edad una carrera política, profesional y periodística brillante; dejando a su joven mujer de 31 años viuda y dos hijas de 5 y 6 años.

## Consecuencias de su muerte
Fue el primer legislador y periodista asesinado por una dictadura en el Uruguay.
El sepelio del joven líder político Julio César Grauert se transformó en un mitin político de más de 30.000 personas que manifestaron por las calles del centro de Montevideo capital del Uruguay.
Se produjo uno de los episodios de mayor confrontación de un lado el pueblo indefenso con enojo y sed de justicia protestando contra la dictadura, del otro lado la policía y militares del régimen dictatorial con sus sables de a caballo sus balas y motocicletas blindadas, hubo varios heridos de balas y de sables, la gente cargo en hombros el ataúd del mártir, fue una batalla campal. El féretro llegó hecho trizas al cementerio, fue el digno sepelio de un héroe al que ni las balas ni los sables pudieron impedir su pasaje a la inmortalidad.[cita requerida]
Entre los herederos de su legado político, cabe destacar a la abogada Alba Roballo, quien fuera diputada, senadora y ministra por el Partido Colorado, y más adelante una de las fundadoras del Frente Amplio.